# 漢氏擬鱥
漢氏擬鱥（学名：Pseudophoxinus handlirschi）是輻鰭魚綱鯉形目鯉科的其中一個種，分布於亞洲土耳其埃吉爾迪爾湖(Egridir Lake)，為特有種，體長可達12公分，棲息在湖泊中底層水域，可做為食用魚，由於引入湖中的梭鱸捕食，它曾一度極度瀕危，但自20世紀80年代以來就再也沒有被發現，因此在2013年被IUCN評估為滅絕。